# Musculus rectus abdominis
De musculus rectus abdominis of rechte buikspier is een meerbuikige spier die als functie het vooroverbuigen van de romp heeft. De spier loopt van het borstbeen, de processus xiphoides en het kraakbeen van de onderste ribben (rib 5-7) naar het schaambeen en de schaambeenvoeg. De musculus rectus abdominis bezit drie tot vier tussenpezen en wordt daarom meerbuikige spier genoemd. De spier wordt omgeven door de rectusschede. De musculus rectus abdominis is een van de weinige gesegmenteerde spieren in het lichaam. Het is deze spier die het zogeheten wasbord teweegbrengt.
De functie van de musculus rectus abdominis is de flexie van de romp of het kantelen van het bekken. 